# Atrichopogon nudus
Atrichopogon nudus är en tvåvingeart som beskrevs av Zilahi-sebess 1940. Atrichopogon nudus ingår i släktet Atrichopogon och familjen svidknott. Inga underarter finns listade i Catalogue of Life.